# الاستيلاء على القدس (925 قبل الميلاد)
 الاستيلاء على القدس  هو حدث موضح في سفر الملوك الثاني من الكتاب العبري والعهد القديم المسيحي مع بعض الاختلافات، في الكتاب الثاني من السجلات. وفقاً لهذه المصادر التي وقعت في السنة 5 من عهد رحبعام،  بعد وفاة والده، سليمان. حدث هذا الحدث في 925 قبل الميلاد في زمن الفرعون شيشنق الأول من فترة مصرية انتقالية ثالثة بغزو كنعان بعد معركة البحيرات المرة. ربما هذا هو نفس الفرعون شيشق، الفرعون الأول المذكور في الكتاب المقدس، الذي استولى ونهب القدس.
شيشنق (بالعبرية: שישק‏) داهم مملكة يهوذا مع حلفائه، بما في ذلك الكوشيون، اتخاذ عدد من البلدات الواقعة على التلال والإستيلاء على القدس، وكل ذلك دون قتال. شيشنق أخذ كنوز معبد سليمان من الرب وبيت الملك، وكذلك الدروع من الذهب التي عملها سليمان; رحبعام استبدلها بمثلها من النحاس.

## الرواية التوراتية (سفر الملوك الثاني)
تبعا ل 2 Chronicles 12, شيشنق، قاد هجوما لجيش قوامه 60,000 من الفرسان و 1,200 من المركبات، أمكن ليهوذا من الإستيلاء على القدس من أجل مساعدة حليفه يربعام ملك إسرائيل. وفقا لجوزيفوس، التقى جيشه مع جيش رحبعام مع عدم وجود مقاومة طيلة فترة الحملة العسكرية، وسقطت مدن رحبعام الأكثر تحصينا «دون قتال.» أخيرا، وقال انه غزا القدس دون مقاومة، لأن «رحبعام كان خائفا.» لم يدمر شيشنق القدس، ولكن يهوذا اضطر الملك رحبعام لتجريد المعابد والخزائن من الذهب والكنوز المنقولة.

## النقوش في معبد الكرنك
النقوش التي اكتشفت في الكرنك، في صعيد مصر، ونقوشا مماثلة على جدران معبد صغير من آمون في الحيبة، يظهر فرعون شوشنق الأول (شوشنق) عقد في يده مجموعة بد من السجناء. توجد أسماء بلدات سيطروا عليها في المقام الأول في إقليم مملكة إسرائيل (بما في ذلك مجدو)، مع عدد قليل من المدن في النقب، وربما فيليستيا. بعض هذه تشمل عدد قليل من البلدات التي قد خصنها رحبعام وفقا لسجلات